# Can Gallissà (Amer)
Can Gallissà és un mas a tocar del Pasteral al sud del terme d'Amer (la Selva) inclosa a l'Inventari del Patrimoni Arquitectònic de Catalunya. Aquesta masia, encara que l'edifici i les construccions actuals es datin del segle XVI-XIX, és molt antiga, ja que apareix esmentada a l'acta de consagració del monestir de Santa Maria d'Amer, com a topònim de la zona amb el nom de "Gallizano". L'edifici actual presenta una estructura d'edificacions superposades i annexes, fruit de diverses reformes i ampliacions. Sobretot es poden diferenciar el cos principal, les ampliacions, les dependències de treball i corts de bestiar i el paller, un xic separat de la casa, al sector sud-oriental.

## Arquitectura
Conjunt d'edificis format per varis espais (zona d'habitatge, magatzems i pallers, l'antiga era de batre, les corts pel bestiar i les dependències de treball) adossats o pròxims entre ells de dues plantes. Dos sectors són coberts amb teulada de doble vessant a façana i un sector amb teulada de doble vessant a laterals, i aquest també té un pis més. Tot el conjunt està arrebossat en major o menor grau i presenta una façana de pedra vista.
La façana principal presenta unes obertures emmarcades de pedra sorrenca. La porta principal està feta de grans blocs de pedra, amb llinda monolítica i té permòdols motllurats a les impostes. Al primer pis hi ha una finestra emmarcada també de sorrenca amb l'ampit motllurat i una llinda monolítica. El ràfec d'aquesta part està format per cinc fileres de rajola i teula, totes elles pintades de formes triangulars en color blanc i algunes amb puntets, ratlles i ondulacions. Al sector de llevant d'aquesta façana hi ha una altra porta i una altra finestra, de pedra sorrenca grisosa, d'ampit motllurat i llinda monolítica datada de 1717, amb l'abreviatura de Jesús, una creu i un nom indesxifrable a sota, suposadament el nom del propietari o l'encomanador de l'obra de reforma.
La façana de llevant presenta un portal adovellat, en forma d'arc de mig punt datable del segle xvi, fet de grans blocs de pedra sorrenca i una finestra enreixada, també de sorrenca, de llinda amb dos blocs i forma d'arc conopial.
El paller és un edifici de dos pisos i coberta de doble vessant a laterals. De planta irregular, arrodonida al sector més pròxim a la casa, presenta dues arcades de mig punt rebaixades, dues grans finestres al primer pis, un accés per la part posterior i un embigat de fusta. El seu estat de conservació és dolent i té una part del sostre enfonsada.
A la façana principal, al costat de la finestra del primer pis, existeix un rellotge de sol amb les lletres IHS dins un sol radiant esgrafiat de color vermellós amb la data de 1716.
A la teulada hi ha una interessant xemeneia de doble vessant i secció rectangular, de pedra, rajola i teula.